# Эртель, Жан-Поль
Жан-Поль Эртель (фр. Jean Paul Ertel, собственно Пауль Эртель, нем. Paul Ertel; 22 января 1865, Позен, Королевство Пруссия — 11 февраля 1933, Берлин) — немецкий композитор.
Некоторое время занимался под руководством Франца Листа, работал в Берлине как музыкальный критик и педагог. Как композитор был наиболее известен своими симфоническими поэмами, среди которых, в частности, «Мария Стюарт», «Человек» (нем. Der Mensch), «Геро и Леандр», «Помпеи» и др. Кроме того, ему принадлежит симфония, ряд камерных сочинений (в том числе Струнный квартет на еврейские темы, посвящённый Бернхарду Дессау), песни на стихи Генриха Гейне и др. Среди учеников Эртеля — Хельмер Александерссон и Марион Бауэр.